# Arquidiócesis de Mbeya
La arquidiócesis de Mbeya (en latín: Archidioecesis Mbeyaën(sis), en inglés: Roman Catholic Archdiocese of Arusha y en suajili: Jimbo Kuu la Mbeya) es una circunscripción eclesiástica latina de la Iglesia católica en Tanzania, sede metropolitana de la provincia eclesiástica de Mbeya. La arquidiócesis tiene al arzobispo Gervas John Mwasikwabhila Nyaisonga como su ordinario desde el 21 de diciembre de 2018.

## Territorio y organización
La arquidiócesis tiene 60 348 km² y extiende su jurisdicción sobre los fieles católicos de rito latino residentes en parte de la región de Mbeya.
La sede de la arquidiócesis se encuentra en la ciudad de Mbeya, en donde se halla la Catedral de Cristo Rey.
La arquidiócesis tiene como sufragáneas a las diócesis de: Iringa, Mafinga y Sumbawanga.
En 2019 en la arquidiócesis existían 51 parroquias.

## Historia
La misión sui iuris de Tukuyu fue erigida el 18 de julio de 1932 con el breve Cum munus apostolicum del papa Pío XI, obteniendo el territorio del vicariato apostólico de Tanganica (hoy diócesis de Kigoma).
El 29 de marzo de 1938 la misión sui iuris fue elevada a prefectura apostólica con la bula Si qua Evangelii por el papa Pío XI.
La prefectura apostólica fue elevada a vicariato apostólico de Mbeya el 14 de julio de 1949.
El 25 de marzo de 1953 el vicariato apostólico fue elevado a diócesis con la bula Quemadmodum ad Nos del papa Pío XII. Originalmente era sufragánea de la arquidiócesis de Tabora.
El 25 de marzo de 1972 cedió una parte de su territorio para la erección de la diócesis de Singida mediante la bula In primaeva Ecclesiae del papa Pablo VI.
El 18 de noviembre de 1987 pasó a formar parte de la provincia eclesiástica de la arquidiócesis de Songea.
El 21 de diciembre de 2018 la diócesis fue elevada al rango de arquidiócesis metropolitana con la bula del papa Francisco Quantum est.

## Estadísticas
De acuerdo al Anuario Pontificio 2020 la arquidiócesis tenía a fines de 2019 un total de 583 225 fieles bautizados.
| Año                                                                             | Población            | Población | Población      | Sacerdotes | Sacerdotes    | Sacerdotes    | Bautizados por sacerdote | Diáconos permanentes | Religiosos | Religiosos | Parroquias |
| Año                                                                             | Bautizados católicos | Total     | % de católicos | Total      | Clero secular | Clero regular | Bautizados por sacerdote | Diáconos permanentes | Varones    | Mujeres    | Parroquias |
| ------------------------------------------------------------------------------- | -------------------- | --------- | -------------- | ---------- | ------------- | ------------- | ------------------------ | -------------------- | ---------- | ---------- | ---------- |
| 1950                                                                            | 20 517               | 308 240   | 6.7            | 22         | 4             | 18            | 932                      |                      |            | 3          | 8          |
| 1970                                                                            | 65 200               | 775 000   | 8.4            | 42         | 8             | 34            | 1552                     |                      | 41         | 32         | 15         |
| 1980                                                                            | 86 511               | 1 107 713 | 7.8            | 43         | 10            | 33            | 2011                     |                      | 37         | 62         | 19         |
| 1990                                                                            | 142 482              | 1 315 446 | 10.8           | 54         | 28            | 26            | 2638                     |                      | 29         | 136        | 21         |
| 1999                                                                            | 204 705              | 1 831 408 | 11.2           | 63         | 49            | 14            | 3249                     |                      | 20         | 149        | 25         |
| 2000                                                                            | 207 699              | 1 888 181 | 11.0           | 62         | 47            | 15            | 3349                     |                      | 21         | 152        | 26         |
| 2001                                                                            | 239 250              | 1 912 727 | 12.5           | 66         | 50            | 16            | 3625                     |                      | 21         | 161        | 25         |
| 2002                                                                            | 246 500              | 1 972 021 | 12.5           | 58         | 44            | 14            | 4250                     |                      | 18         | 160        | 27         |
| 2003                                                                            | 263 589              | 1 815 332 | 14.5           | 57         | 44            | 13            | 4624                     |                      | 17         | 178        | 27         |
| 2004                                                                            | 248 238              | 1 867 975 | 13.3           | 57         | 47            | 10            | 4355                     |                      | 15         | 194        | 28         |
| 2013                                                                            | 489 814              | 2 423 000 | 20.2           | 127        | 108           | 19            | 3856                     |                      | 24         | 232        | 46         |
| 2016                                                                            | 533 099              | 2 707 410 | 19.7           | 126        | 112           | 14            | 4230                     |                      | 18         | 233        | 47         |
| 2018                                                                            | 548 000              | 2 783 000 | 19.7           | 88         | 73            | 15            | 6227                     |                      | 15         | 299        | 48         |
| 2019                                                                            | 583 225              | 2 961 900 | 19.7           | 85         | 70            | 15            | 6861                     |                      | 15         | 307        | 51         |
| Fuente: Catholic-Hierarchy, que a su vez toma los datos del Anuario Pontificio. |                      |           |                |            |               |               |                          |                      |            |            |            |

## Episcopologio
- Max Theodor Franz Donders, M.Afr. † (11 de noviembre de 1932-1938 renunció)
- Ludwig Haag, M.Afr. † (8 de abril de 1938-12 de mayo de 1947 renunció)
- Anthony van Oorschoot, M.Afr. † (17 de octubre de 1947-10 de diciembre de 1964 falleció)
- James Dominic Sangu † (3 de mayo de 1966-28 de noviembre de 1996 retirado)
- Evaristo Marc Chengula, I.M.C. † (8 de noviembre de 1996-21 de noviembre de 2018 falleció)
- Gervas John Mwasikwabhila Nyaisonga, desde el 21 de diciembre de 2018